# Gran Premio motociclistico d'Australia 2009
Il Gran Premio motociclistico d'Australia 2009 corso il 18 ottobre, è stato il quindicesimo Gran Premio della stagione 2009 e ha visto vincere Casey Stoner in MotoGP, Marco Simoncelli nella classe 250 e Julián Simón nella classe 125.

## MotoGP

### Arrivati al traguardo
| Pos | Nº | Pilota           | Squadra                 | Motocicletta | Giri | Tempo     | Griglia | Punti |
| --- | -- | ---------------- | ----------------------- | ------------ | ---- | --------- | ------- | ----- |
| 1   | 27 | Casey Stoner     | Ducati Marlboro         | Ducati       | 27   | 40:56.651 | 1       | 25    |
| 2   | 46 | Valentino Rossi  | Fiat Yamaha             | Yamaha       | 27   | +1.935    | 2       | 20    |
| 3   | 3  | Dani Pedrosa     | Repsol Honda            | Honda        | 27   | +22.618   | 3       | 16    |
| 4   | 15 | Alex De Angelis  | San Carlo Honda Gresini | Honda        | 27   | +32.702   | 6       | 13    |
| 5   | 5  | Colin Edwards    | Monster Yamaha Tech 3   | Yamaha       | 27   | +35.885   | 5       | 11    |
| 6   | 4  | Andrea Dovizioso | Repsol Honda            | Honda        | 27   | +38.482   | 10      | 10    |
| 7   | 33 | Marco Melandri   | Hayate Racing           | Kawasaki     | 27   | +44.461   | 14      | 9     |
| 8   | 14 | Randy de Puniet  | LCR Honda               | Honda        | 27   | +44.941   | 8       | 8     |
| 9   | 36 | Mika Kallio      | Pramac Racing           | Ducati       | 27   | +54.345   | 12      | 7     |
| 10  | 24 | Toni Elías       | San Carlo Honda Gresini | Honda        | 27   | +1:01.205 | 11      | 6     |
| 11  | 7  | Chris Vermeulen  | Rizla Suzuki            | Suzuki       | 27   | +1:05.417 | 15      | 5     |
| 12  | 65 | Loris Capirossi  | Rizla Suzuki            | Suzuki       | 27   | +1:05.950 | 13      | 4     |
| 13  | 41 | Gábor Talmácsi   | Scot Racing             | Honda        | 27   | +1:17.951 | 16      | 3     |
| 14  | 52 | James Toseland   | Monster Yamaha Tech 3   | Yamaha       | 27   | +1:17.985 | 17      | 2     |
| 15  | 69 | Nicky Hayden     | Ducati Marlboro         | Ducati       | 26   | +1 giro   | 7       | 1     |

### Ritirato
| Nº | Pilota        | Squadra     | Motocicletta | Giri | Griglia |
| -- | ------------- | ----------- | ------------ | ---- | ------- |
| 99 | Jorge Lorenzo | Fiat Yamaha | Yamaha       | 0    | 4       |

### Non partito
| Nº | Pilota         | Squadra       | Motocicletta |
| -- | -------------- | ------------- | ------------ |
| 88 | Niccolò Canepa | Pramac Racing | Ducati       |

## Classe 250
La gara è stata fatta terminare in anticipo al 18º giro (rispetto ai 23 giri previsti) a causa dell'incidente occorso a Roberto Locatelli; il pilota, non avendo potuto fare ritorno ai box con la propria moto dopo l'esposizione della bandiera rossa, come da regolamento, non compare tra i piloti classificati.

### Arrivati al traguardo
| Pos | Nº | Pilota              | Squadra                     | Motocicletta | Giri | Tempo     | Griglia | Punti |
| --- | -- | ------------------- | --------------------------- | ------------ | ---- | --------- | ------- | ----- |
| 1   | 58 | Marco Simoncelli    | Metis Gilera                | Gilera       | 18   | 28:17.403 | 2       | 25    |
| 2   | 40 | Héctor Barberá      | Pepe World Team             | Aprilia      | 18   | +2.434    | 5       | 20    |
| 3   | 35 | Raffaele De Rosa    | Scot Racing                 | Honda        | 18   | +2.604    | 1       | 16    |
| 4   | 16 | Jules Cluzel        | Matteoni Racing             | Aprilia      | 18   | +12.118   | 12      | 13    |
| 5   | 63 | Mike Di Meglio      | Mapfre Aspar                | Aprilia      | 18   | +12.192   | 6       | 11    |
| 6   | 17 | Karel Abraham       | Cardion AB Motoracing       | Aprilia      | 18   | +12.413   | 11      | 10    |
| 7   | 4  | Hiroshi Aoyama      | Scot Racing                 | Honda        | 18   | +12.455   | 3       | 9     |
| 8   | 55 | Héctor Faubel       | Honda SAG                   | Honda        | 18   | +13.112   | 9       | 8     |
| 9   | 14 | Ratthapark Wilairot | Thai Honda PTT SAG          | Honda        | 18   | +13.560   | 7       | 7     |
| 10  | 19 | Álvaro Bautista     | Mapfre Aspar                | Aprilia      | 18   | +27.779   | 10      | 6     |
| 11  | 12 | Thomas Lüthi        | Emmi - Caffe Latte          | Aprilia      | 18   | +28.222   | 15      | 5     |
| 12  | 52 | Lukáš Pešek         | Auto Kelly - CP             | Aprilia      | 18   | +28.657   | 14      | 4     |
| 13  | 6  | Alex Debón          | Aeropuerto-Castello-Blusens | Aprilia      | 18   | +33.892   | 4       | 3     |
| 14  | 73 | Shūhei Aoyama       | Racing Team Germany         | Honda        | 18   | +38.779   | 16      | 2     |
| 15  | 48 | Shōya Tomizawa      | CIP Moto - GP250            | Honda        | 18   | +40.529   | 18      | 1     |
| 16  | 11 | Balázs Németh       | Balatonring Team            | Aprilia      | 18   | +1:23.200 | 21      |       |
| 17  | 8  | Bastien Chesaux     | Matteoni Racing             | Aprilia      | 18   | +1:24.298 | 24      |       |
| 18  | 10 | Imre Tóth           | Toth Aprilia                | Aprilia      | 17   | +1 giro   | 23      |       |
| 19  | 53 | Valentin Debise     | CIP Moto - GP250            | Honda        | 17   | +1 giro   | 22      |       |

### Non classificato
| Nº | Pilota            | Squadra      | Motocicletta | Giri | Tempo   | Griglia |
| -- | ----------------- | ------------ | ------------ | ---- | ------- | ------- |
| 15 | Roberto Locatelli | Metis Gilera | Gilera       | 18   | +30.515 | 17      |

### Ritirati
| Nº | Pilota          | Squadra                 | Motocicletta | Giri | Griglia |
| -- | --------------- | ----------------------- | ------------ | ---- | ------- |
| 7  | Axel Pons       | Pepe World Team         | Aprilia      | 16   | 19      |
| 25 | Alex Baldolini  | WTR San Marino          | Aprilia      | 15   | 13      |
| 75 | Mattia Pasini   | Paddock GP Racing       | Aprilia      | 7    | 8       |
| 56 | Vladimir Leonov | Viessmann Kiefer Racing | Aprilia      | 7    | 20      |

## Classe 125

### Arrivati al traguardo
| Pos | Nº | Pilota             | Squadra                       | Motocicletta | Giri | Tempo     | Griglia | Punti |
| --- | -- | ------------------ | ----------------------------- | ------------ | ---- | --------- | ------- | ----- |
| 1   | 60 | Julián Simón       | Bancaja Aspar                 | Aprilia      | 23   | 37:55.798 | 3       | 25    |
| 2   | 38 | Bradley Smith      | Bancaja Aspar                 | Aprilia      | 23   | +0.313    | 5       | 20    |
| 3   | 11 | Sandro Cortese     | Ajo Interwetten               | Derbi        | 23   | +2.057    | 7       | 16    |
| 4   | 44 | Pol Espargaró      | Derbi Racing                  | Derbi        | 23   | +2.161    | 1       | 13    |
| 5   | 24 | Simone Corsi       | Fontana Racing                | Aprilia      | 23   | +2.330    | 4       | 11    |
| 6   | 18 | Nicolás Terol      | Jack & Jones Team             | Aprilia      | 23   | +3.239    | 2       | 10    |
| 7   | 7  | Efrén Vázquez      | Derbi Racing                  | Derbi        | 23   | +3.290    | 11      | 9     |
| 8   | 29 | Andrea Iannone     | Ongetta Team I.S.P.A.         | Aprilia      | 23   | +12.820   | 8       | 8     |
| 9   | 93 | Marc Márquez       | Red Bull KTM Moto Sport       | KTM          | 23   | +22.355   | 6       | 7     |
| 10  | 33 | Sergio Gadea       | Bancaja Aspar                 | Aprilia      | 23   | +22.602   | 16      | 6     |
| 11  | 45 | Scott Redding      | Blusens Aprilia               | Aprilia      | 23   | +29.181   | 24      | 5     |
| 12  | 77 | Dominique Aegerter | Ajo Interwetten               | Derbi        | 23   | +29.199   | 17      | 4     |
| 13  | 99 | Danny Webb         | Degraaf Grand Prix            | Aprilia      | 23   | +29.222   | 21      | 3     |
| 14  | 94 | Jonas Folger       | Ongetta Team I.S.P.A.         | Aprilia      | 23   | +29.396   | 23      | 2     |
| 15  | 35 | Randy Krummenacher | Degraaf Grand Prix            | Aprilia      | 23   | +29.461   | 22      | 1     |
| 16  | 14 | Johann Zarco       | WTR San Marino                | Aprilia      | 23   | +29.709   | 19      |       |
| 17  | 8  | Lorenzo Zanetti    | Ongetta Team I.S.P.A.         | Aprilia      | 23   | +31.251   | 13      |       |
| 18  | 73 | Takaaki Nakagami   | Ongetta Team I.S.P.A.         | Aprilia      | 23   | +32.482   | 14      |       |
| 19  | 39 | Luis Salom         | Jack & Jones Team             | Aprilia      | 23   | +58.333   | 25      |       |
| 20  | 88 | Michael Ranseder   | CBC Corse                     | Aprilia      | 23   | +58.485   | 20      |       |
| 21  | 71 | Tomoyoshi Koyama   | Loncin Racing                 | Loncin       | 23   | +1:19.017 | 15      |       |
| 22  | 53 | Jasper Iwema       | Racing Team Germany           | Honda        | 23   | +1:23.621 | 26      |       |
| 23  | 21 | Jakub Kornfeil     | Loncin Racing                 | Loncin       | 23   | +1:23.731 | 27      |       |
| 24  | 97 | Brad Gross         | Gross Racing                  | Yamaha       | 22   | +1 giro   | 29      |       |
| 25  | 10 | Luca Vitali        | CBC Corse                     | Aprilia      | 22   | +1 giro   | 28      |       |
| 26  | 87 | Luca Marconi       | CBC Corse                     | Aprilia      | 22   | +1 giro   | 31      |       |
| 27  | 54 | Andrew Lawson      | Champions Ride Days           | Honda        | 22   | +1 giro   | 33      |       |
| 28  | 98 | Levi Day           | Racetrix / Angelo's Aluminium | Honda        | 22   | +1 giro   | 32      |       |

### Ritirati
| Nº | Pilota           | Squadra                 | Motocicletta | Giri | Griglia |
| -- | ---------------- | ----------------------- | ------------ | ---- | ------- |
| 12 | Esteve Rabat     | Blusens Aprilia         | Aprilia      | 21   | 10      |
| 96 | Nicky Diles      | RSW Racing              | Aprilia      | 7    | 30      |
| 17 | Stefan Bradl     | Viessmann Kiefer Racing | Aprilia      | 2    | 12      |
| 6  | Joan Olivé       | Derbi Racing            | Derbi        | 2    | 9       |
| 16 | Cameron Beaubier | Red Bull KTM Moto Sport | KTM          | 2    | 18      |

### Non partiti
| Nº | Pilota          | Squadra          | Motocicletta |
| -- | --------------- | ---------------- | ------------ |
| 19 | Quentin Jacquet | Matteoni Racing  | Aprilia      |
| 30 | Dylan Mavin     | Mavin Industries | Honda        |